# Deolindo Felipe Bittel
Deolindo Felipe Bittel (Villa Ángela, Provincia del Chaco, Argentina, 26 de mayo de 1922 - Resistencia, 22 de septiembre de 1997) fue un escribano y dirigente político argentino del Partido Justicialista, de destacada trayectoria en la Provincia del Chaco. Ganó en tres ocasiones las elecciones a Gobernador del Chaco, pero solo pudo asumir en dos de ellas por haber sido anulada su primera elección; ambos mandatos quedaron truncos a causa de los golpes de Estado de 1966 y 1976. Durante su última etapa fue elegido senador por su provincia en dos ocasiones, cargo que ocupaba al momento de su fallecimiento. Otro hito en su carrera fue haber integrado la fórmula presidencial del justicialismo en 1983 como candidato a Vicepresidente en 1983, elecciones en las que vencería Raúl Alfonsín.

## Biografía
Felipe Bittel (apodado Chacho) nació en la ciudad de Villa Ángela, en el sudoeste de la Provincia del Chaco, en una familia de origen belga. Permaneció en Villa Ángela hasta que debió comenzar sus estudios secundarios en la ciudad de Esperanza, en la vecina Provincia de Santa Fe. Luego se trasladó a la ciudad de Santa Fe para cursar en la Universidad Nacional del Litoral la carrera de Escribanía, título que obtuvo a los 23 años. Al año siguiente ya participó y ganó por primera vez elecciones como candidato del Partido Justicialista, al obtener la intendencia de su ciudad natal en elecciones que luego fueron anuladas. Ese fue también el comienzo de un designio que marcó su carrera política, la no finalización de los mandatos para los que era elegido, propio de una convulsionada etapa política en la Argentina. En la provincia del Chaco formó su familia, casándose con Mercedes Elsie Soto y teniendo 2 hijos, fruto de este matrimonio, Felipe Germán Bittel y Juan José Antonio Bittel. Luego se casó en segundas nupcias con Nora Salas, con quien fue padre de Nora Elizabeth.
En 1951 el Territorio Nacional del Chaco fue elevado a Provincia, eligiéndose al año siguiente sus primeras autoridades democráticas. Bittel acompañó a Felipe Gallardo como vicegobernador en la fórmula del justicialismo, llegando al cargo con sólo 31 años en 1953. La dictadura autodenominada Revolución Libertadora interrumpió su mandato, encontrándolo las siguientes elecciones —en 1962— ya como candidato a gobernador. Las elecciones fueron anuladas por el golpe militar de ese año y Bittel no pudo comenzar su mandato. Durante la dictadura de Pedro Eugenio Aramburu es perseguido por sus ideas políticas y encarcelado desde el 5 de octubre de ese año hasta el 1º de mayo de 1956. Allí comienza la militancia peronista con el eslogan "Luche y vuelve". No obstante, al repetirse las elecciones el año siguiente volvió a ser electo gobernador, manteniéndose en el cargo hasta la Revolución Argentina, nombre con el que se autodenominó el golpe militar de 1966. 

### Primer gobierno
En las elecciones de 1963 el Partido Justicialista se encontraba proscripto a nivel nacional por el gobierno de facto de José María Guido. En algunas provincias como el Chaco, políticos justicialistas se enrolaron en partidos alternativos para poder presentarse en dichas elecciones; tal fue el caso de Bittel, que se presentó como candidato por la Unión Popular del Chaco en alianza con el Partido Conservador y llevando como compañero de fórmula a Nilson Franchisena. En los comicios desarrollados el 7 de julio triunfó su fórmula con el 37,5% de los votos seguido por el 25% de la Unión Cívica Radical del Pueblo. El interventor Marcelino Castelán le entregó el mando el 12 de octubre del mismo año. Su primera gestión marcó un tono conciliador muy apropiado para la convulsionada etapa que le tocaba atravesar. Entre sus ministros se contaba el futuro gobernador de la Provincia Danilo Luis Baroni, y solamente tuvo dos cambios en su gabinete. Entre los puntos destacados se pueden contar la creación de Lotería Chaqueña, la restitución de las autonomías municipales de Barranqueras y Puerto Vilelas y una frustrada ley de educación. También encomendó el estudio de las condiciones hidrológicas de la provincia, que la Naturaleza pareció justificar con la gran inundación de junio de 1965 en la que se anegó buena parte de Resistencia y hubo cuantiosos daños en el interior provincial; ese mismo año su partido ganó las elecciones legislativas con el 41% frente al 30% de la Unión Cívica Radical del Pueblo. La crisis nacional llevó al derrocamiento del gobierno de Arturo Umberto Illia el 27 de junio de 1966 por una Junta Militar; al día siguiente Bittel entregó el poder al general Rafael Torrado.

### Segundo gobierno
La historia se repitió la siguiente década, cuando triunfó en las elecciones de 1973 y nuevamente vio trunco su mandato por otro golpe de Estado: el autodenominado Proceso de Reorganización Nacional de 1976.
Las elecciones del 11 de marzo de 1973 fueron llevadas a cabo durante la intervención de Roberto Oscar Mazza, pero esta vez el justicialismo no se hallaba proscripto y la fórmula Bittel-Alberto Torresagasti triunfó con el 56,1 % de los votos; en segundo lugar quedó la Unión Cívica Radical con el 27,3 % de los votos. 
El 25 de mayo siguiente asumió Bittel su segunda gobernación, en el que intentó llevar a cabo un Plan Trienal aprobado al año siguiente que pretendía reordenar la alicaída economía con un plan de obras públicas y de desarrollo regional. Entre sus ministros también se encontró un futuro gobernador de la Provincia, Florencio Tenev. Durante sus gestiones se produjo una crisis de precios del algodón, cultivo que había marcado el desarrollo productivo de la provincia. El tanino y demás industrias de la provincia tampoco pudieron escapar al proceso de desindustrialización nacional que pegó con fuerte crudeza en la provincia.

### Participación nacional
Durante la dictadura que comenzó en 1976 y finalizó en 1983 fue una de las cabezas visibles del peronismo, siendo autor en 1979 de un duro informe ante la Comisión Interamericana de Derechos Humanos, donde abogó por la liberación de los presos políticos y se denunció la violación a los derechos humanos, lo que le valió una severa réplica del gobierno de facto. Tal informe lo hizo en carácter de vicepresidente del PJ en ese período, mismo cargo por el cual luego conformó la Multipartidaria, entidad que agrupaba a los principales partidos políticos para presionar al gobierno militar por la vuelta de la democracia. El retorno a la democracia en 1983 lo tuvo también como protagonista al integrar la fórmula del justicialismo a la Presidencia de la Nación acompañando a Ítalo Luder.
El peronismo perdió esas elecciones, pero Bittel accedió al puesto de Senador nacional por su provincia en el mismo año. El cargo lo abandonó en 1987 para presentarse como candidato a la intendencia de Resistencia, capital de la provincia, en una arriesgada jugada política del peronismo para un puesto que le había sido esquivo desde el retorno de la democracia. Curiosamente, este fue el único cargo que pudo finalizar, tras lo cual fue elegido nuevamente como senador nacional. En 1988 tuvo un grave accidente automovilístico que le dejó un brazo inmovilizado y un permanente dolor. Su último mandato como senador finalizaba en diciembre de 1997, pero Bittel falleció 1 mes y medio antes, tras someterse de urgencia a una cirugía por un problema intestinal. Al momento de su fallecimiento ocupaba la titularidad de la Comisión de Acuerdos del Senado y las vicepresidencias de la Comisión de Libertad de Expresión y del Parlamento Indígena Americano.
Es generalmente recordado como un gran defensor de la democracia, y por la búsqueda de consensos en la resolución de los problemas. En su honor se nombró al Instituto Superior de Formación, Profesional, Técnica y Capacitación, "Gobernador Deolindo Felipe Bittel".

Afiche de campaña del Partido Justicialista para las elecciones de 1983 con la formula del doctor Ítalo Argentino Luder para presidente y Deolindo Bittel para vice.

## Homenajes
Como homenaje llevan su nombre el recinto de Sesiones de la Cámara de Diputados de la Provincia del Chaco, un barrio del sudoeste de la ciudad de Resistencia y una Fundación con fines sociales presidida a 2008 por su esposa Nora Salas de Bittel.